# آکادمی نظامی نروژ
آکادمی نظامی نروژ (انگلیسی: Norwegian Military Academy)، دانشگاه نظامی وابسته به نیروهای مسلح نروژ است؛ که در سال ۱۷۵۰ توسط ارتش نروژ تأسیس شد.

## امکانات تحصیلی
آکادمی نظامی نروژ، یک دوره آموزشی ۳ ساله را برای دانشجویان، فراهم می‌کند؛ و به کسانی که موفق به اتمام این دوره می‌شوند، مدرک کارشناسی تعلق می‌گیرد.
 این دوره ۳ ساله، از سال ۲۰۱۸ میلادی، شامل علوم نظامی، علوم مدیریت، فرماندهی عملیاتی و مهندسی عمران بوده‌است. دانش نظامی با تمرکز روی علوم فرماندهی و لجستیک، با همکاری آکادمی نیروی دریایی نروژ، تدریس می‌شود. سال اول این دوره ۳ ساله، در همه رشته‌های تحصیلی آکادمی نظامی نروژ، مشترک است.
همچنین آکادمی نظامی نروژ، دروس پایه و تکمیلی سطح افسری را آموزش می‌دهد. پس از پایان دوره آموزشی، ۳ سال خدمت به منظور کارآموزی، سازمان داده می‌شود. 

از سال ۲۰۱۸ میلادی، پذیرش متقاضیان تحصیل در آکادمی نظامی نروژ، بر اساس مدرک پایان تحصیل در دبیرستان؛ و مدرک پایان اولین دور خدمت وظیفه، انجام گرفته‌است.
 هر ۳ آکادمی آموزشی نیروهای مسلح نروژ (زمینی، دریایی وهوایی) و آکادمی جنگ مجازی در طول ۳ هفته اعلام شده، به شکل مشترک سلسله مراتب پذیرش را اجرا می‌کنند.

تحصیل در آکادمی نظامی نروژ، بخش اساسی آموزش حرفه ای افسران نیروهای مسلح نروژ را تشکیل می‌دهد. دانشجویان افسری، هم در زمینه مدیریت و فرماندهی و هم در زمینه مهارتهای نظامی، آموزش می‌بیند. آموزش نظامی در آکادمی نظامی نروژ، همیشه شامل همه سلاح‌های موجود در نیروهای مسلح نروژ بوده‌است.

## پیشینه
آکادمی نظامی نروژ، قدیمی‌ترین مؤسسه آموزش عالی در نروژ است. این آموزشگاه به دنبال قطعنامه سلطنتی در سال ۱۷۵۰ به ابتکار یک ژنرال فرمانده در ارتش دانمارک-نروژ، به نام هانس یاکوب آرنولد، به عنوان یک مدرسه آزاد، مخصوص ریاضیات تأسیس شد.

### تغییر نام
آکادمی نظامی نروژ، از زمان پایه‌گذاری تا به امروز چند بار تغییر نام تجربه کرده‌است:
- ۱۷۷۰ تا ۱۷۹۸ مدرسه نظامی سلطنتی ریاضی
- ۱۷۹۸ تا ۱۸۰۴ مؤسسه نظامی نروژ
- ۱۸۰۴ تا ۱۸۲۰ سپاه سلطنتی دانشجویان نیروی زمینی نروژ
- ۱۸۲۰ تا ۱۹۰۴ مدرسه سلطنتی جنگ نروژ
- ۱۹۰۴ تا به امروز مدرسه جنگ که از زبان انگلیسی به فارسی، آکادمی نظامی نروژ، ترجمه شده‌است.

در دوره ۱۹۸۴ تا ۱۹۹۴، یک مدرسه جنگ در اسلو و مدرسه دیگری در کریستیان‌ساند وجود داشت. در حین جنگ جهانی دوم، بین سالهای ۱۹۴۲ تا ۱۹۴۳ مدرسه جنگ در لندن، مستقر بود.

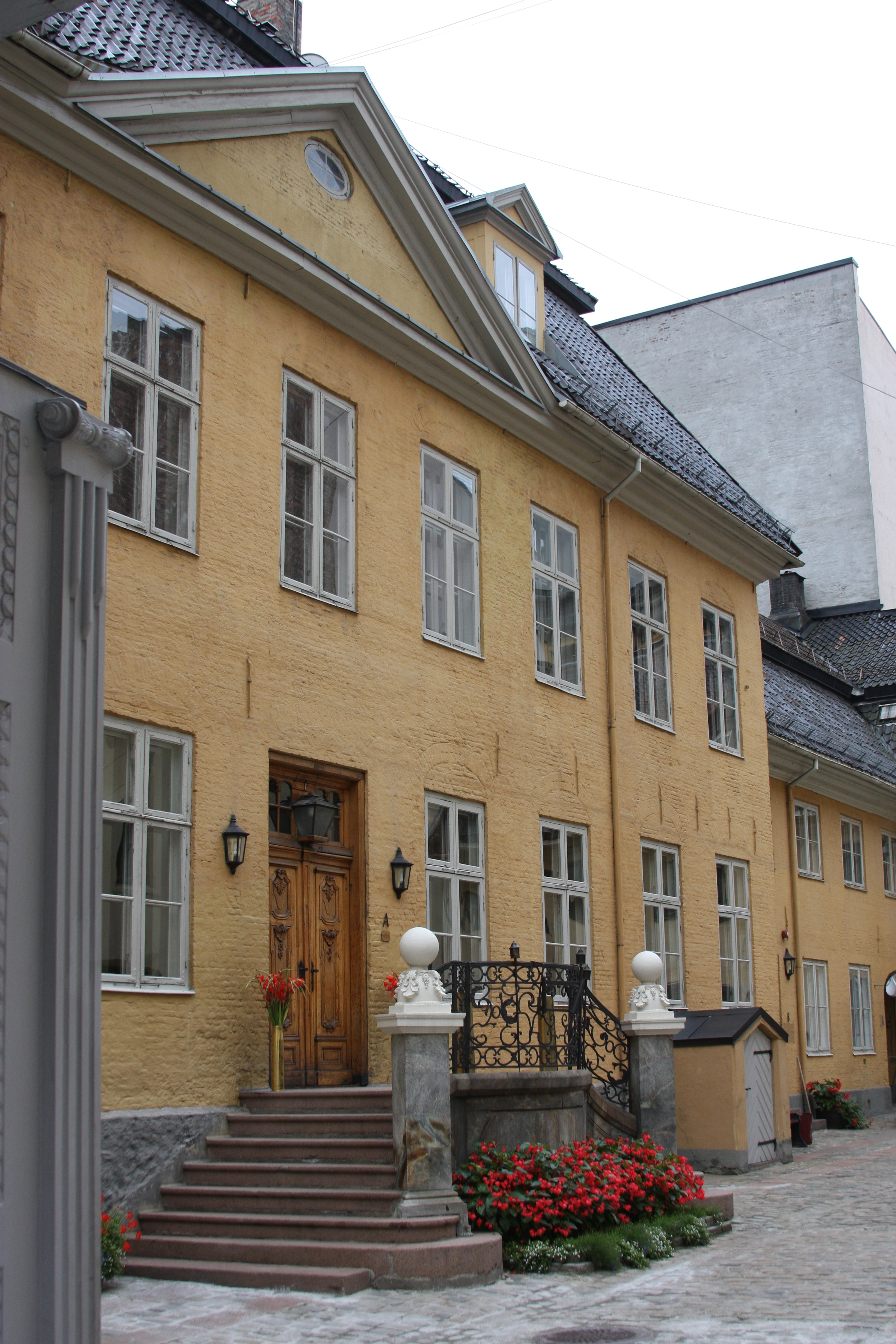
مدرسه جنگ قدیمی باقی مانده از سال ۱۸۰۲، در خ تولبو، شماره ۱۰ در مرکز اسلو

### خریداری محل
این مدرسه ابتدا در مکان‌های اجاره‌ای قرار داشت، اما در سال ۱۷۵۲ ساختمانی در اسلو خریداری و در سال ۱۸۰۲ ساختمان دیگری در نزدیکی محل قبلی تصاحب کرد. در سال ۱۷۹۸ باغ بزرگی درهمان محل به منظور ایجاد میدان ورزش خریداری شد. مدرسه نقشه‌برداری نروژ تحت پوشش مدرسه جنگ، در سال ۱۷۷۳ شروع به کار کرد و پس از مدت کوتاهی در قلعه آکرهوس، مستقر شد. این مدرسه بعدها به سازمان دولتی نقشه‌برداری در نروژ، تبدیل شد.

### بافت اجتماعی دانشجویان
تکلیف مدرسه جنگ، پرورش افسرانی برای ارتش نروژ بود. سپاه سلطنتی دانشجویان نیروی زمینی نروژ، که مدرسه جنگ، درسال ۱۸۰۴ نامیده می‌شد؛ به شکل سپاهی مجزا، در تشکیلات ارتش، سازمان یافته بود.
 از سال ۱۸۰۵ میلادی، آموزش دانشجویان شامل یک دوره ۵ ساله بود که در ۵ مقطع یک ساله تقسیم شده بود. اکثر دانشجویان، پسران افسران بودند و از طریق هنگی که در آن مشغول خدمت بودند به مدرسه معرفی می‌شدند. در سالهای بین ۱۷۶۰ تا ۱۸۱۹ میلادی، چنین افرادی ۶۲ درصد دانشجویان مدرسه را تشکیل می‌دادند. همزمان ۲۲ درصد دانشجویان، پسران کارمندان دولت بودند. مدرسه جنگ موظف بود دانشجویان را با علوم نظری نظامی و عمومی آشنا کرده و مهارتهای عملی نظامی، انضباطی را به آنها بیاموزد.
رسم بر این بود که پسران بین سن ۱۲ تا ۱۸ سالگی به عنوان دانشجو پذیرفته شوند، اما گاه دانش آموزان جوانتری نیز به مدرسه راه می‌یافتند.
 به تدریج تعداد دانشجویان از ۷۰ نفر در سال ۱۸۰۴ به ۱۳۵ نفر در سال ۱۸۱۴ افزایش یافت. در سال ۱۸۱۴ کریستیان هشتم، یونیفرم جدیدی را برای دانشجویان مدرسه پذیرفت.

### شرکت در عملیات جنگی
در سال ۱۸۱۴ میلادی، یعنی سالی که اولین قانون اساسی در نروژ به تصویب رسید؛ سرهنگ دیدریش هگرمان، یکی از ۱۱۲ نفری که درتهیه پیش نویس و مقدمات تصویب قانون اساسی، در مجلسی که در ایدسوول، تشکیل می‌شد، مشارکت داشت، فرمانده مدرسه جنگ بود. وی به عنوان فرمانده سپاه سلطنتی دانشجویان نیروی زمینی نروژ، در یک عملیات جنگی در اوستفولد، در مقابل ارتش سوئد، یکی از معدود موفقیت‌های نظامی نروژ را نصیب خود کرد.

دانشجویان مدرسه جنگ، در مقاومت سال ۱۹۴۰ در مقابل ارتش نازی، تحت فرماندهی مدرسه، نقش داشتند. در طول جنگ جهانی دوم در اکتبر سال ۱۹۴۲ یک مدرسه جنگ در بریتانیا شکل گرفت. در سال ۱۹۷۰ میلادی، مدرسه جنگ از محل نشانی خود در اسلو، به نشانی دیگری در همان شهر نقل مکان کرد. با این حال تأسیسات قبلی مدرسه هنوز در برگزاری بعضی از کلاس‌های درسی و جلسات گردهمایی توسط آکادمی نظامی نروژ، استفاده می‌شود.
آکادمی نظامی نروژ، برگترین آموزشگاه نظامی نروژ است. این آموزشگاه یکی از قدیمیترین آموزشگاه‌های نظامی جهان است که هنوز فعالیت دارد. ۲ آموزشگاه دیگر مربوط به نیروی دریایی وهوایی هستند.

## منبع اصلی
https://snl.no/Krigsskolen